# Euphorbia subsalsa
Euphorbia subsalsa là một loài thực vật có hoa trong họ Đại kích. Loài này được Hiern mô tả khoa học đầu tiên năm 1900.